# Os (Pyrénées-Atlantiques)
Pour les articles homonymes, voir OS.
Os est une ancienne commune française du département des Basses-Pyrénées (actuellement nommé Pyrénées-Atlantiques). Le 14 avril 1841, la commune fusionne avec Marsillon pour former la nouvelle commune d'Os-Marsillon. À la suite d'une crue du gave qui emporta l'église de Marsillon, les habitants, se retrouvant sans lieu de culte, décidèrent de fusionner leur village avec la commune voisine d'Os.

## Géographie
Os est un village du Béarn, sur la rive gauche du gave de Pau.

## Toponymie
Le toponyme Os apparaît sous les formes 
Aoss (XIIe siècle, collection Duchesne volume CXIV), 
Ous (1220, titres de l'Ordre de Saint-Jean de Jérusalem), 
Dosse (XIIIe siècle, fors de Béarn) et 
Oos (1343, notaires de Pardies et 1801, Bulletin des lois).

## Histoire
Paul Raymond note qu'Os comptait une abbaye laïque, vassale de la vicomté de Béarn. 
En 1385, Os dépendait du bailliage de Lagor et Pardies et comptait alors 7 feux.

## Démographie
| 1793 | 1800 | 1806 | 1821 | 1831 | 1836 |
| ---- | ---- | ---- | ---- | ---- | ---- |
| 275  | 220  | 284  | 257  | 246  | 233  |

## Culture et patrimoine
L'église Saint-Pierre date de 1867.